# Kolga (Nõo)
Kolga is een plaats in de Estlandse gemeente Nõo, provincie Tartumaa. De plaats heeft 71 inwoners (2021) en heeft de status van dorp (Estisch: küla).
Ten noorden van Kolga liggen twee meertjes, het Suur Karujärv (‘Groot Berenmeer’) en het Väike Karujärv (‘Klein Berenmeer’). De beek Nõo oja stroomt door de beide meertjes.

## Geschiedenis
Kolga werd voor het eerst genoemd als een veeboerderij (Estisch: karjamõis) die viel onder het landgoed van Neu-Nüggen (tegenwoordig een deel van Nõo). In 1855 verkocht de eigenaar van Neu-Nüggen Kolga aan het landgoed van Luke.
Een nederzetting Kolga ontstond in de vroege jaren twintig van de 20e eeuw op het terrein van de voormalige veeboerderij. In 1940 werd het dorp Järiste (dat voor het eerst was genoemd in 1582) bij Kolga gevoegd. Het huidige dorp Järiste is jonger: het ontstond in de late jaren dertig van de 20e eeuw op een andere veeboerderij van het voormalige landgoed van Luke.

## Foto's

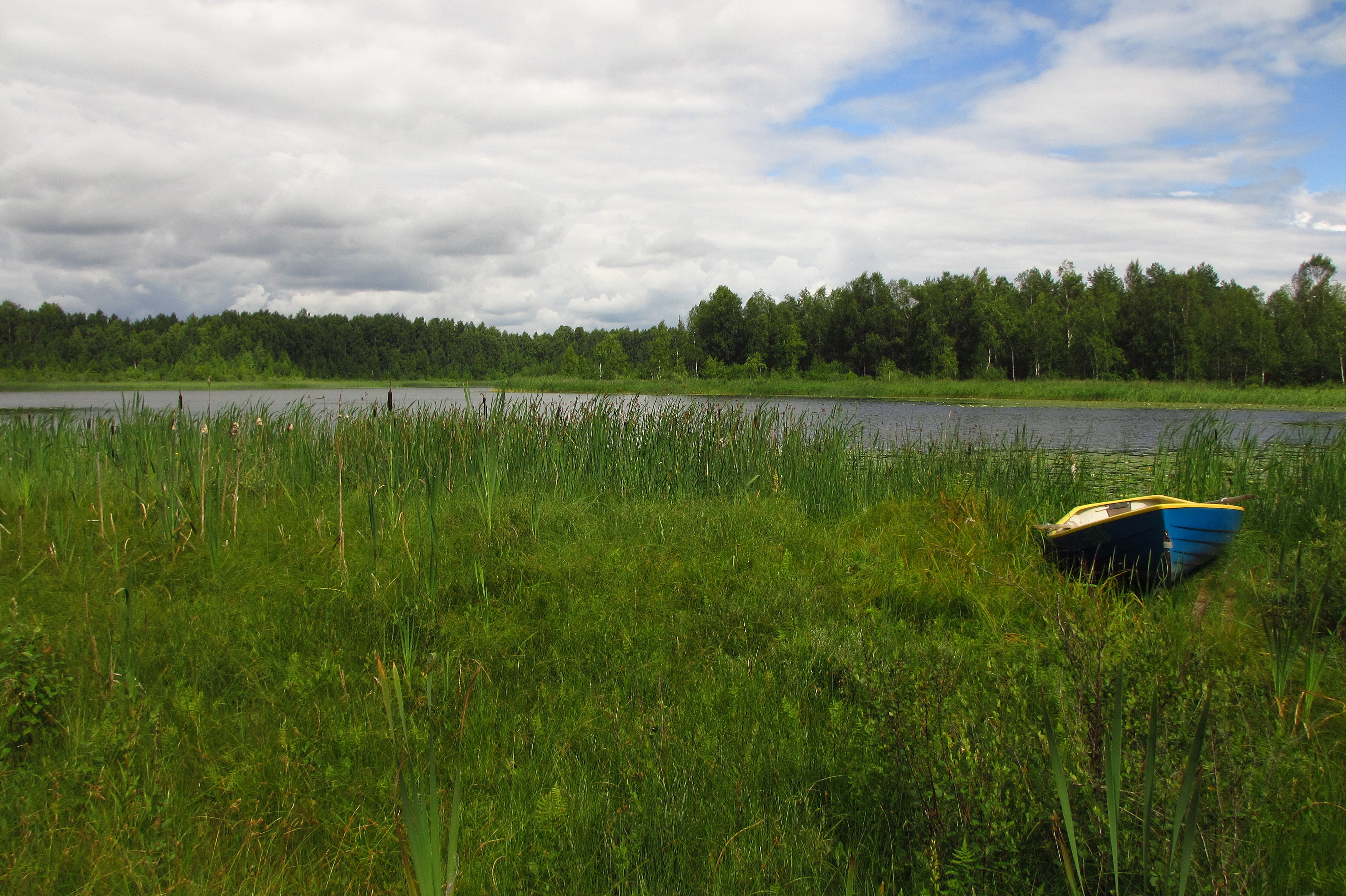
Het Suur Karujärv
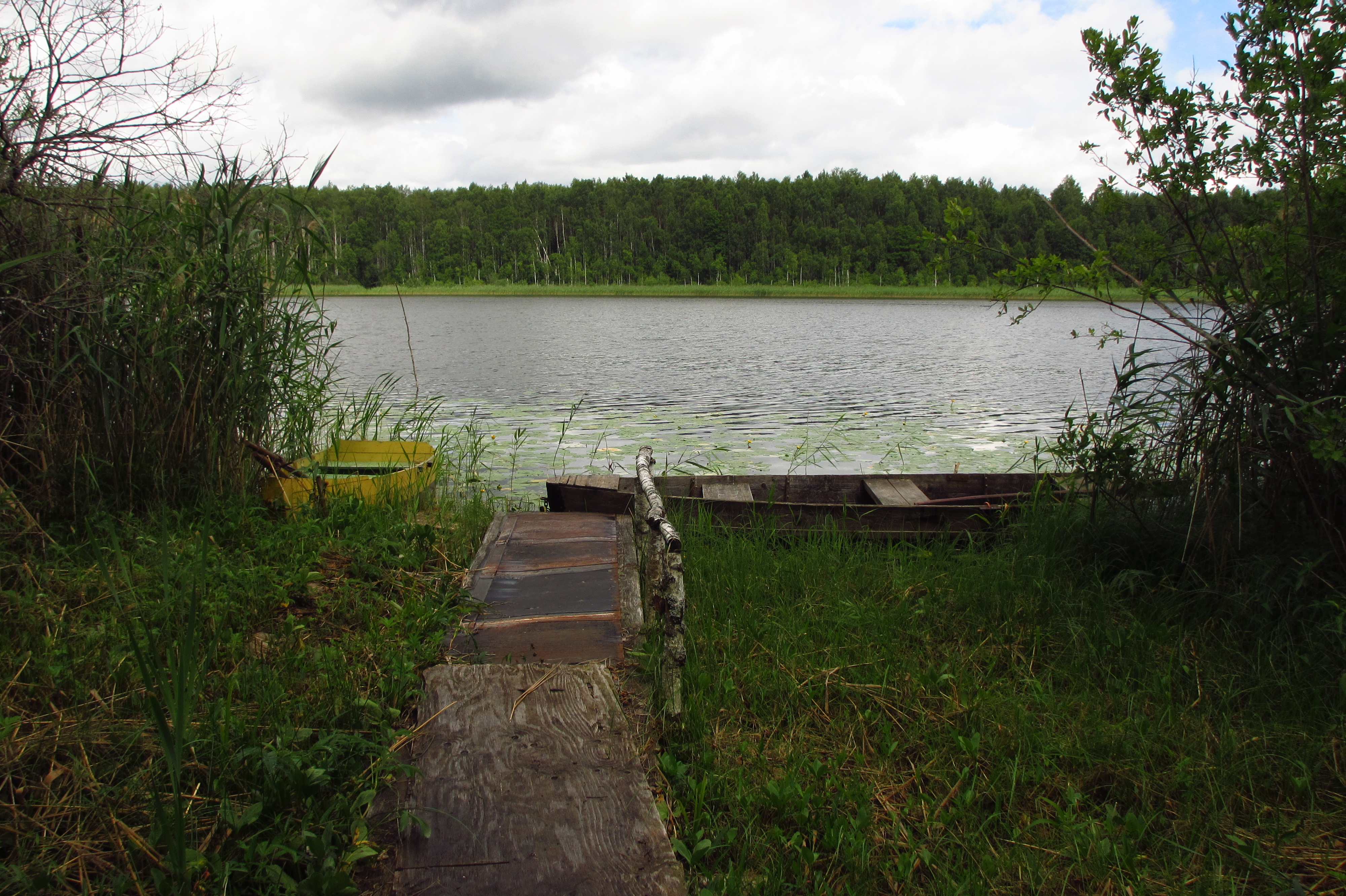
Het Väike Karujärv